# 周柏豪 (企業家)
周柏豪（Chau Pak Ho，1996年8月14日—），出生於澳門，Breakthrough之創始人及行政總裁。亦創立有WOW App Inc.，Oction等業務。其父親為太陽城集團創辦人周焯華。

## 求學時期
曾就讀澳門粵華中學，十四歲赴英留學，就讀於英國寄宿學校 St. Edmund’s School。十七歲在校首次創業，賺取第一筆創業資金。十八歲決定輟學，專注事業發展。

## 創業生涯
在英國留學期間，周柏豪與兩位同學以各200英鎊合資，創立校內首個「學生優惠卡」計劃。計劃獲當地七十多家商戶支持，於校內合共賣出800多張，再將賺得的8000英鎊，加上向親友借款約10萬英鎊，開發了學生折扣手機應用程式，令用戶數量大增至一萬多名，後來透過當地商業引薦組織 BNI (Business Network International) 尋找到合適買家，以20萬英鎊收購。
2015年，他回到澳門，並遷至香港創業，專注於電子商務及智能手機應用程式設計。先後創立了運動比拼平台WOW Sports、競投購物手機應用程式Oction等五個科技初創企業。
移居香港後，周柏豪與本地招攬的小型開發團隊合作，建立了五家科技初創企業：運動員的社交平台WOW Sports、線上購物平台Oction、電子競技玩家的交流平台Gamico Esports、提供手機充電服務快充・電源租借 GoFull Inc.、以團結及啟發他人發揮自己的潛能為理念之初創企業Breakthrough Innovation Lab。